# Сушан Ганна Іванівна
Ганна Іванівна Сушан  — українська радянська комсомольська і державна діячка, секретар ЦК ЛКСМУ.

## Життєпис
Народилася в Подільській губернії (тепер Вінницькій області).
Член ВКП(б). Освіта вища.
Перебувала на відповідальній комсомольській роботі.
Під час німецько-радянської війни — в евакуації, керувала Воронезьким Палацом піонерів (РРФСР).
З 1944 по 1945 рік — заступник завідувача відділу по роботі серед шкільної молоді та піонерів ЦК ЛКСМУ.
У червні 1945 — лютому 1949 року — секретар ЦК ЛКСМУ по роботі серед шкільної молоді та піонерів.
У березні 1949 — травні 1955 року — заступник міністра освіти Української РСР.
На 1959—1960 роки — відповідальний редактор журналу «Дошкільне виховання» (Київ). 
Подальша доля невідома.

## Нагороди
- два ордени «Знак Пошани» (23.01.1948, 7.03.1960)
- медалі